# Ricardo Samoender
Ricardo Samoender (Den Haag, 5 maart 1992) is een Nederlands voormalig voetballer die doorgaans speelde als linksback. Tussen 2012 en 2020 was hij actief voor FC Dordrecht, HBS, Scheveningen, SteDoCo en opnieuw HBS.

## Clubcarrière
Samoender begon zijn carrière in de jeugdopleiding van ADO Den Haag, maar toen zijn contract in 2012 afliep, stapte hij over naar FC Dordrecht, uitkomend in de Eerste divisie. Op 10 augustus 2012, op bezoek bij FC Emmen, mocht Samoender zijn debuut maken voor Dordrecht. Hij viel in de rust in voor Johan Versluis en de wedstrijd eindigde in 1–1. De eerste basisplaats van Samoender was op 27 augustus, toen er met 2–4 gewonnen werd op bezoek bij FC Den Bosch. In 2013 vertrok hij naar HBS. Drie jaar later werd Scheveningen zijn nieuwe werkgever. Samoender maakte in de zomer van 2017 de overstap naar SteDoCo. In maart 2019 tekende Samoender een voorcontract bij HBS, waarmee hij na drie jaar terug zou keren bij die club. Na nog een jaar voor die club besloot Samoender medio 2020 op achtentwintigjarige leeftijd een punt te zetten achter zijn actieve loopbaan.